# Jedida
Jedida (hebrejsky יְדִידָה, v oficiálním přepisu do angličtiny Yedida) je vzdělávací komplex a obec v Izraeli, v Jeruzalémském distriktu, v Oblastní radě Mate Jehuda.

## Geografie
Leží v nadmořské výšce 731 metrů v Judských horách.
Obec se nachází 40 kilometrů od břehu Středozemního moře, cca 42 kilometrů jihovýchodně od centra Tel Avivu, cca 13 kilometrů severozápadně od historického jádra Jeruzalému a cca 13 kilometrů severovýchodně od Bejt Šemeš. Jedidu obývají Židé, přičemž osídlení v tomto regionu je etnicky převážně židovské. Obec ale leží na severním okraji města Abu Goš, které obývají izraelští Arabové.
Jedida je na dopravní síť napojena pomocí lokální silnice číslo 425.

## Dějiny
Jedida byla založena v roce 1964. Jde o komplex zaměřený na speciální pedagogiku a rehabilitaci. Jméno vesnice je inspirováno biblickou postavou Jedída zmiňovanou v druhé knize královské 22,1

## Demografie
K 31. prosinci 2014 zde žilo 214 lidí. Během roku 2014 populace stoupla o 2,4 %.
| Rok            | 1972 | 1983 | 1995 | 2001 | 2003 | 2004 | 2005 | 2006 | 2007 | 2008 | 2009 | 2010 | 2011 | 2012 | 2013 | 2014 |
| -------------- | ---- | ---- | ---- | ---- | ---- | ---- | ---- | ---- | ---- | ---- | ---- | ---- | ---- | ---- | ---- | ---- |
| Počet obyvatel | 97   | 128  | 162  | 162  | 162  | 162  | 162  | 162  | 162  | 162  | 198  | 194  | 206  | 210  | 209  | 214  |